# Arma de eletrochoque

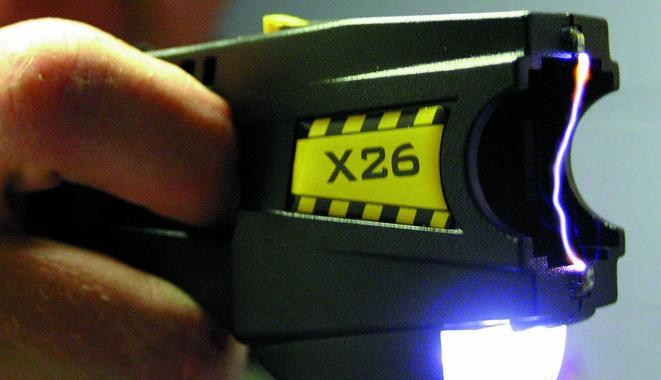
Uma arma de eletrochoque em uso

Uma arma de eletrochoque é um dispositivo não letal capaz de emitir uma descarga elétrica de alta tensão e baixa corrente com o objetivo de provocar dor e afastar um agressor. Possui aspectos e formas variadas, podendo ter tanto o formato de um item corriqueiro, como um isqueiro ou um celular, até uma lanterna ou uma pistola. Diversas opções caseiras são feitas a partir de capacitores eletrolíticos, especialmente de tântalo. Desde 1993 a empresa Axon fabrica e vende diversos modelos de uma arma de eletrochoque com características próprias. As Tasers conseguem produzir uma frequência específica conhecida como "Onda T", cuja aplicação sobre o corpo de um ser vivo provoca uma interferência no sistema nervoso capaz de contrair ou distender a musculatura, decorrendo daí a paralisação do alvo, sem, no entanto, afetar os movimentos involuntários (coração, pulmões), popularizando seu uso entre as polícias de diversos países. Possuem a capacidade de disparar dois eletrodos no formato de arpões, os quais ficam conectados ao equipamento por meio de fios por onde fluem as ondas T. No Brasil, a empresa Condor Não Letal produz o Spark, dispositivo similar aos fabricados pela Axon.
Apesar de não apresentarem riscos à saúde para quem é alvo de seu uso, existe a possibilidade de incidentes colaterais capazes de levar à morte e, por esse motivo, alguns especialistas preferem usar o termo "baixa-letalidade" para se referir ao potencial de mortalidade da arma. O Relatório “Study of Deaths Following Electro Muscular Disruption”, do Departamento de Justiça dos Estados Unidos indicou que não há evidências de riscos, observando que as fatalidades parecem estar relacionadas ao uso de múltiplos disparos e a descargas de longa duração. Também destacou-se que a efetividade do uso da arma deve ser limitada em pessoas sob efeito de altas dosagens de drogas, e que nesse caso os policiais devem considerar outras possibilidades de ação. O comitê contra tortura das Nações Unidas aponta para o fato de que o uso de armas de energia dirigida como as de eletrochoque pode constituir um objeto de tortura devido à dor aguda que elas causam, e alerta contra a possibilidade de morte. O uso dos cintos de descarga elétrica foi condenado pela Anistia Internacional como tortura, não só pela dor física causada pela arma mas também pelas maiores possibilidades de abuso, uma vez que causa intensa dor sem deixar marcas. 

## Taser Gun e Stun Gun
Existem basicamente dois tipos de armas de choque, sendo que a energia pode ser gerada a partir de pilhas ou baterias:
- Stun Gun: Seu funcionamento é simples: possui um corpo plástico e numa das extremidades uma variada quantidade de pinos metálicos, sendo no mínimo dois, agrupados em pares, por onde é descarregada uma alta tensão elétrica de baixa corrente. Em um dos lados possui um botão ou gatilho através do qual é efetuado o acionamento. O resultado depende da região atingida e da sensibilidade do alvo, mas além da dor podem ocorrer queimaduras e dormência na área atingida ou até mesmo desmaio.
- Taser Gun de IEM (air taser): tem o formato semelhante ao de uma pistola (como o da imagem) e funciona pelo principio de IEM (interrupção elétrica intramuscular). Esse modelo possui dois eletrodos, ligados a dois fios de cobre que podem ter quatro, seis, oito ou dez metros. Ao disparar, ela lança os dois eletrodos, que, ao atingir a vitima, aplicam uma descarga elétrica por 5 segundos, imobilizando o alvo. O temporizador pode, no entanto, ser manualmente reduzido ou ampliado. Após o disparo, os eletrodos e os fios são descartados, sendo trocados para o próximo disparo. Pode-se acoplar ao taser uma lanterna tática e mira a laser. Este modelo, diferente do de contato, imobiliza a vítima, independente da resistência à eletricidade do alvo e da área atingida, pois, devido à descarga, age direto no sistema nervoso central (SNC). Alguns modelos utilizam uma bateria descartável que permite até 120 disparos. Outros utilizam uma bateria auxiliar recarregável que o operador leva preso à cintura em uma bolsa, semelhantemente ao coldre de uma pistola normal. No Brasil, seu uso é restrito às forças policiais e militares, sendo portanto proibidos a compra, o uso ou o porte por civis.

## Porte de arma de incapacitação neuromuscular

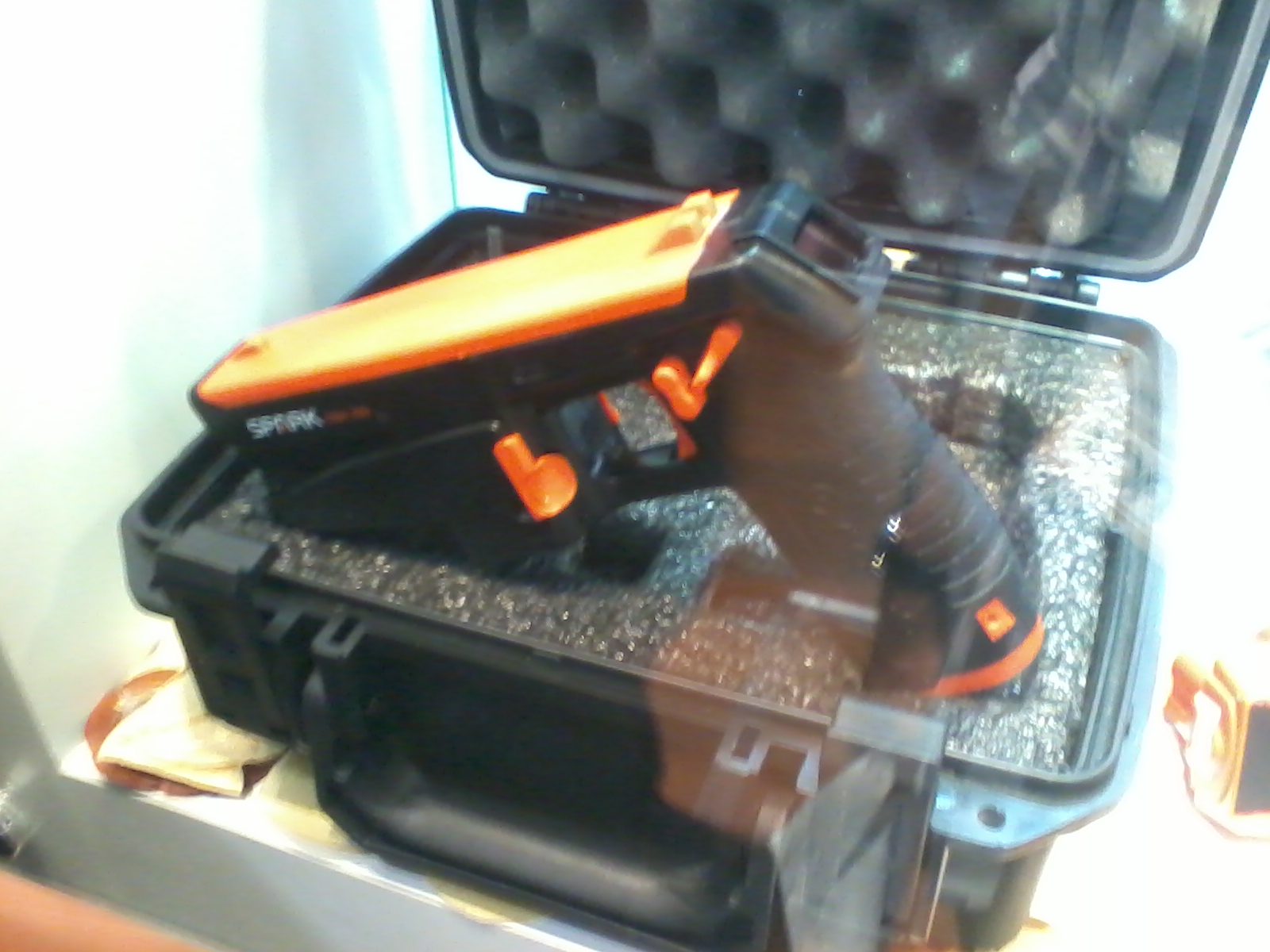
Condor Spark, arma de eletrochoques tipo IEM/Taser Gun fabricada pela empresa brasileira Condor Não Letal.

No Brasil, a Comissão de Segurança Pública e Combate ao Crime Organizado da Câmara dos Deputados aprovou no dia 13 de março de 2013 o Projeto de Lei 2801/11, do deputado Luiz Argôlo (PP-BA), que autoriza o uso de armas de incapacitação neuromuscular (chamadas de Taser) pelo cidadão comum para fins de defesa pessoal. Até abril de 2017, este Projeto de Lei ainda não foi votado em Plenário, portanto ainda não se encontra em vigor. As armas de incapacitação neuromuscular que utilizam a projeção à distância de seus contatos com o corpo do agressor (pistolas Taser) ainda estão proibidas para o cidadão comum, sendo utilizadas apenas por entidades civis ou militares sob autorização do Exército Brasileiro. No Brasil, é legal adquirir e portar aparelhos que exijam contato direto com o agressor.
O projeto altera o Estatuto do Desarmamento. Pelo texto, o registro concedido para armas de incapacitação neuromuscular autoriza seu porte. Para conseguir o registro, o cidadão deverá ter idade mínima de 18 anos e comprovar que tem residência fixa, além de apresentar nota fiscal de compra ou comprovação da origem lícita da posse. Ele não precisará comprovar capacidade técnica nem aptidão psicológica — requisitos exigidos para que seja concedido o registro de arma de fogo. Conforme a emenda, os possuidores e proprietários de arma de incapacitação neuromuscular não registrada deverão solicitar o seu registro até 90 dias após a publicação desta lei. No texto original do PL 2801/11, esse prazo era 31 de dezembro de 2012.
Em Portugal, o uso destas armas foi restringido a estabelecimentos prisionais e com a obrigatoriedade de se fazer acompanhar de filmagens.

## Mortes relacionadas ao uso de armas de eletrochoque

### Austrália
No dia 18 de março de 2012, o brasileiro Roberto Laudísio Curti, de 21 anos, morreu depois de ser atingido por eletrochoques disparados por armas taser da polícia de Sydney, na Austrália. Foi noticiado que a ação policial teve início após o furto de um pacote de biscoitos em uma loja de conveniência durante a madrugada, e a policia australiana alegou haver confundido o brasileiro com o ladrão.

### Canadá
Mapa de mortes relacionadas com uso de taser no Canadá. As armas envolvidas nas mortes são de fabricação da Taser International.
Um caso importante foi o de Robert Dziekanski, ocorrido em 14 de outubro de 2007, e que resultou no Inquérito Braidwood.
O incidente inflamou o debate acerca do uso de armas de eletrochoque, especificamente as de fabricação pela Taser International. 
O resultado parcial do inquérito recomenda restrições extensas ao uso de armas de energia em geral, incluindo as armas de eletrochoque.
O mapa das mortes relacionadas com uso de taser no Canadá indica que o alto grau de treinamento das forças policiais no uso da arma não evita a ocorrência de fatalidades. Grupos de direitos civis argumentam que elas aumentam a violência policial, uma vez que não deixam marcas e a morte pode ocorrer horas após o incidente, sendo dada como por outras causas.
Após estudos realizados por laboratórios imparciais, como o caso dos estudos realizados em Montreal, a fabricante Taser International deixou de reivindicar que os dispositivos sejam "não letais", e atualmente diz que eles "são mais eficazes e mais seguros do que o uso de outras opções de força."

## Reino Unido
- Um policial foi condenado por homicídio involuntário pela morte de Dalian Atkinson.[15]